# Lawrence Adjei
Lawrence Adjei-Okyere (* 23. března 1979 nebo 23. září 1979, Accra) je ghanský fotbalový záložník.
Mimo Ghany působil v Rusku, Německu, Číně, Indii a Středoafrické republice.

## Klubová kariéra
Hrál v Evropě za Spartak Moskva v Lize mistrů 2001. Od ledna do června 2008 působil v Indii, vstřelil první gól za indický fotbalový klub Sporting Clube de Goa proti East Bengal Club (dne 6. června 2008). Po 6 měsících se rozhodl opustit Indii a přestěhoval se do Středoafrické republiky do klubu Sporting Club de Bangui.